# 博科韋 (柳巴希夫卡區)
47°44′18″N 30°11′27″E / 47.73833°N 30.19083°E
博科韋（烏克蘭語：Бокове）是位於烏克蘭西南部的村莊，由敖德萨州波季利斯克区的柳巴希夫卡市鎮負責管轄。該村始建於1792年，面積2平方公里，海拔高度77米，2001年人口665，人口密度每平方公里333人。